# Premier League (2000/2001)
Premier League 2000/2001 – 9. edycja najwyższej klasy rozgrywkowej w Anglii.

## Drużyny
| Uczestnicy poprzedniej edycji                                                                                 | Uczestnicy poprzedniej edycji | Uczestnicy poprzedniej edycji | Uczestnicy poprzedniej edycji |
| --- | ----------------------------- | ----------------------------- | ----------------------------- |
| MNU | Manchester United             | 1                             |                               |
| ARS | Arsenal                       | 2                             |                               |
| LEE | Leeds United                  | 3                             |                               |
| LFC | Liverpool                     | 4                             |                               |
| CHE | Chelsea                       | 5                             |                               |
| AST | Aston Villa                   | 6                             |                               |
| SUN | Sunderland                    | 7                             |                               |
| LEI | Leicester City                | 8                             |                               |
| WHU | West Ham United               | 9                             |                               |
| TOT | Tottenham Hotspur             | 10                            |                               |
| NEW | Newcastle United              | 11                            |                               |
| MID | Middlesbrough                 | 12                            |                               |
| EVE | Everton                       | 13                            |                               |
| COV | Coventry City                 | 14                            |                               |
| SOT | Southampton                   | 15                            |                               |
| DER | Derby County                  | 16                            |                               |
| D&R | Bradford City                 | 17                            |                               |
| Awans z First Division                                                                                        |                               |                               |                               |
| CHA | Charlton Athletic             | 1                             |                               |
| MNC | Manchester City               | 2                             |                               |
| po barażach                                                                                                   |                               |                               |                               |
| IPS | Ipswich Town                  | 3                             |                               |
| Oznaczenia: - kolumna pierwsza – skróty nazw drużyn, - kolumna trzecia – miejsce zajęte w poprzednim sezonie. |                               |                               |                               |

## Tabela
| Lp. | Drużyna               | M  | Z  | R  | P  | Bramki | Bramki | Różn. | Pkt | Uwagi                                         |
| --- | --------------------- | -- | -- | -- | -- | ------ | ------ | ----- | --- | --------------------------------------------- |
| 1   | Manchester United (M) | 38 | 24 | 8  | 6  | 79     | 31     | +48   | 80  | Liga Mistrzów UEFA • Faza grupowa             |
| 2   | Arsenal               | 38 | 20 | 10 | 8  | 63     | 38     | +25   | 70  | Liga Mistrzów UEFA • Faza grupowa             |
| 3   | Liverpool             | 38 | 20 | 9  | 9  | 58     | 43     | +15   | 69  | Liga Mistrzów UEFA • III runda kwalifikacyjna |
| 4   | Leeds United          | 38 | 20 | 8  | 10 | 64     | 43     | +21   | 68  | Puchar UEFA • I runda                         |
| 5   | Ipswich Town          | 38 | 20 | 6  | 12 | 57     | 42     | +15   | 66  | Puchar UEFA • I runda                         |
| 6   | Chelsea               | 38 | 17 | 10 | 11 | 68     | 45     | +23   | 61  | Puchar UEFA • I runda                         |
| 7   | Sunderland            | 38 | 15 | 12 | 11 | 46     | 41     | +5    | 57  |                                               |
| 8   | Aston Villa           | 38 | 13 | 15 | 10 | 46     | 43     | +3    | 54  | Puchar Intertoto • Trzecia runda              |
| 9   | Charlton Athletic     | 38 | 14 | 10 | 14 | 50     | 57     | −7    | 52  |                                               |
| 10  | Southampton           | 38 | 14 | 10 | 14 | 40     | 48     | −8    | 52  |                                               |
| 11  | Newcastle United      | 38 | 14 | 9  | 15 | 44     | 50     | −6    | 51  | Puchar Intertoto • Trzecia runda              |
| 12  | Tottenham Hotspur     | 38 | 13 | 10 | 15 | 47     | 54     | −7    | 49  |                                               |
| 13  | Leicester City        | 38 | 14 | 6  | 18 | 39     | 51     | −12   | 48  |                                               |
| 14  | Middlesbrough         | 38 | 9  | 15 | 14 | 44     | 44     | 0     | 42  |                                               |
| 15  | West Ham United       | 38 | 10 | 12 | 16 | 45     | 50     | −5    | 42  |                                               |
| 16  | Everton               | 38 | 11 | 9  | 18 | 45     | 59     | −14   | 42  |                                               |
| 17  | Derby County          | 38 | 10 | 12 | 16 | 37     | 59     | −22   | 42  |                                               |
| 18  | Manchester City (S)   | 38 | 8  | 10 | 20 | 41     | 65     | −24   | 34  | Spadek do First Division                      |
| 19  | Coventry City (S)     | 38 | 8  | 10 | 20 | 36     | 63     | −27   | 31  | Spadek do First Division                      |
| 20  | Bradford City (S)     | 38 | 5  | 11 | 22 | 30     | 70     | −40   | 26  | Spadek do First Division                      |

## Najlepsi strzelcy
| Bramki | Strzelcy                | Drużyna           |
| ------ | ----------------------- | ----------------- |
| 23     | Jimmy Floyd Hasselbaink | Chelsea           |
| 19     | Marcus Stewart          | Ipswich Town      |
| 17     | Thierry Henry           | Arsenal           |
| 17     | Mark Viduka             | Leeds United      |
| 16     | Michael Owen            | Liverpool         |
| 15     | Teddy Sheringham        | Manchester United |
| 14     | Emile Heskey            | Liverpool         |
| 14     | Kevin Phillips          | Sunderland        |
| 12     | Alen Bokšić             | Middlesbrough     |
| 10     | James Beattie           | Southampton       |